# Meersestraat
De Meersestraat is een straatnaam en heuvel in de Vlaamse Ardennen gelegen tussen Sint-Blasius-Boekel en Sint-Maria-Horebeke in de Belgische provincie Oost-Vlaanderen. De helling loopt tot de kruising met de Biesestraat. Aan de voet van de Biesestraat starten de hellingen Armekleie en Pottenberg.

## Wielrennen
De helling wordt vaak opgenomen in toertochten voor wielertoeristen.